# Josef Vachek
Josef Vachek (1. března 1909 Praha – 31. března 1996) byl český lingvista, anglista a bohemista, jeden z významných představitelů Pražského lingvistického kroužku.
Zabýval se fonologií, fonetikou a mluvnicí angličtiny i češtiny, obecnou lingvistikou a teorií překladu a psaného jazyka. Působil kromě jiného jako vědecký pracovník Ústavu pro jazyk český tehdejší Československé akademie věd.

## Ocenění
- 1968 cena ČSAV za celoživotní dílo v oboru Dynamika fonologického systému současné spisovné češtiny
- 1974 Zlatá medaile Dobrovského za zásluhu o rozvoj společenských věd

## Publikace
- Seznam děl v Souborném katalogu ČR, jejichž autorem nebo tématem je Josef Vachek
- Český pravopis a struktura češtiny, 1933
- Anglicky svěže a spolehlivě – Soustavná učebnice řečí mluvené i psané s přepisem standardní výslovnosti, idiomatikou a konversací, 1946
- Jazykovědná problematika zkoušek srozumitelnosti řeči, 1956
- Historický pohled na dnešní angličtinu, 1962
- Dynamika fonologického systému současné spisovné češtiny, 1968
- U základů pražské jazykovědné školy. Editor Josef Vachek. Praha: Academia, 1970.
- A Brief Survey of the Historical Development of English, 2 díly, 1972 a 1975
- Written Language Revisited, Josef Vachek, Texts selected, edited and introduced by Philip A. Luelsdorff (ISBN 978-90-272-2064-6), John Benjamins, 1989
- English past and present – an introductory course, 1990
- A functional syntax of modern English, 1994
- Historický vývoj angličtiny, 1994
- Vzpomínky českého anglisty, 1994
- Prolegomena k dějinám Pražské školy jazykovědné, 1999
- Dictionary of the Prague School of Linguistics, 2003